# Portofino
Portofino (ligurisch Portofin, lateinisch Portus Delphini) ist eine italienische Gemeinde mit 358 Einwohnern (Stand 31. Dezember 2023) östlich von Genua in Ligurien. Ihr Territorium ist mit zwei Quadratkilometern das kleinste in der Metropolitanstadt Genua.

## Geografie
Portofino liegt im westlichen Abschnitt des Golfo del Tigullio an einer Bucht der gleichnamigen Halbinsel. Von der Regionalhauptstadt Genua ist die Gemeinde etwa 36 Kilometer entfernt, die Stadt Rapallo liegt nur wenige Kilometer nördlich. Die Halbinsel von Portofino stellt die geographische Trennlinie zwischen dem Golf von Tigullien und dem Golfo Paradiso dar.
Die Nachbargemeinden von Portofino sind Camogli und Santa Margherita Ligure. Mit diesen beiden Gemeinden verwaltet Portofino das Meeresschutzgebiet Portofino, in dem es sich befindet. Zudem gehört die Gemeinde zum Naturpark Portofino.
Die exponierte landschaftliche Lage des Naturhafens hat nicht zuletzt durch den Zuzug von Prominenten den Ort weltbekannt gemacht. Die touristische Infrastruktur stößt dadurch regelmäßig an ihre Grenzen.

## Geschichte

### Frühgeschichte
Nach Plinius dem Älteren wurde der Ort vom Römischen Reich unter dem Namen Portus Delphini (Delfinhafen) gegründet. Wahrscheinlich bezieht sich der ursprüngliche Name auf die starke Verbreitung dieser Meeressäuger im Golf von Tigullien. Das Fischerdorf wird in einer Urkunde aus dem Jahr 986 erwähnt, in der Adelheid von Burgund, die Frau von Lothar II., die Gemeinde der nahegelegenen Abtei von San Fruttuoso schenkt. Heute unterliegt die Abtei der Verwaltung von Camogli.

### Mittelalter

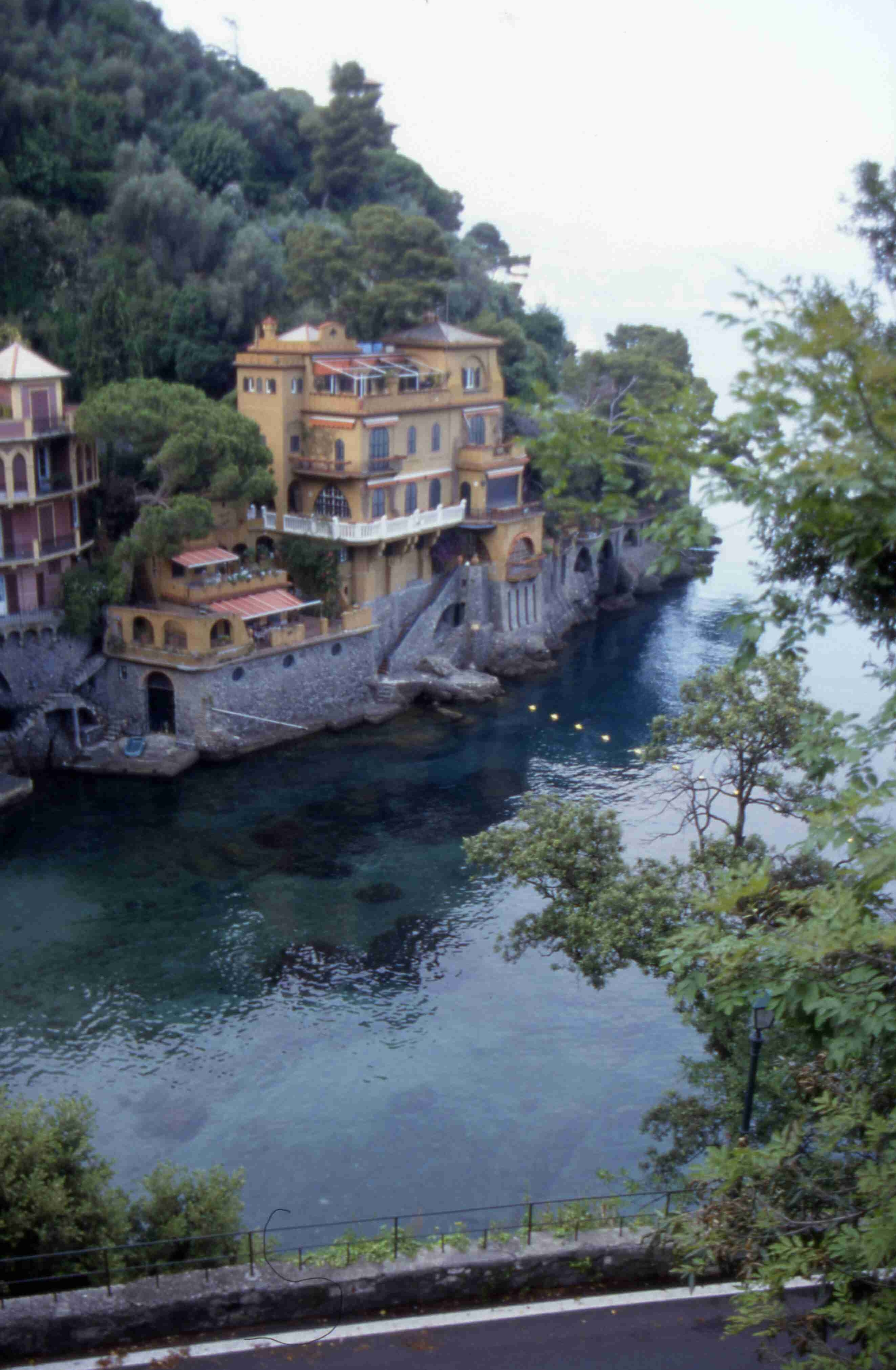
Bucht bei Portofino

1171 wurde das kleine Dorf zusammen mit der nahegelegenen Stadt Santa Margherita Ligure unter die Verwaltungshoheit von Rapallo gestellt. Ab dem Jahr 1229 wurde Portofino, wie auch das gesamte Territorium von Rapallo, ein Teil der Republik Genua. Dadurch konnten die genuesischen Handelsschiffe den geschützten Naturhafen des Ortes als Zuflucht nutzen.
1409 wurde Portofino vom französischen König Karl VI. an Florenz verkauft. Kurze Zeit darauf wurde der missliebige Regent jedoch aus Genua vertrieben und die Ortschaft an Genua zurückgegeben. Im weiteren 15. Jahrhundert wechselte die Verwaltung von der Familie der Fregosi zu den Familien der Spinola, Fieschi, Adorno und Doria. 1608 wurde Portofino dem Hafenamt von Rapallo unterstellt.

### Neuzeit
1815 ging die Gemeinde nach den Beschlüssen des Wiener Kongresses (1814–1815) zusammen mit den anderen Gemeinden der Republik Genua in das Königreich Sardinien über. 1861 wurde Portofino in das Königreich Italien eingegliedert. Während des Zweiten Weltkriegs wurden bei der nahegelegenen Ortschaft Olivetta 20 Partisanen von faschistischen Soldaten erschossen. Die Erschießung, die in der Nacht vom 2. auf den 3. Dezember 1944 stattfand, erfolgte auf Befehl des Polizeichefs von Genua Friedrich Engel. Zwischen August und Oktober 1943 operierte eine deutsche Seenotfliegerstaffel von Portofino aus.

## Wirtschaft
Seit dem großen Besucheransturm, erst britischer, später deutscher Touristen zu Beginn der 1990er-Jahre, ist die Wirtschaft Portofinos nahezu ausnahmslos an den Tourismus gebunden. Die Gemeinde und ihr Umland sind ein wichtiges Ausflugsziel für Besucher aus aller Welt.

## Infrastruktur

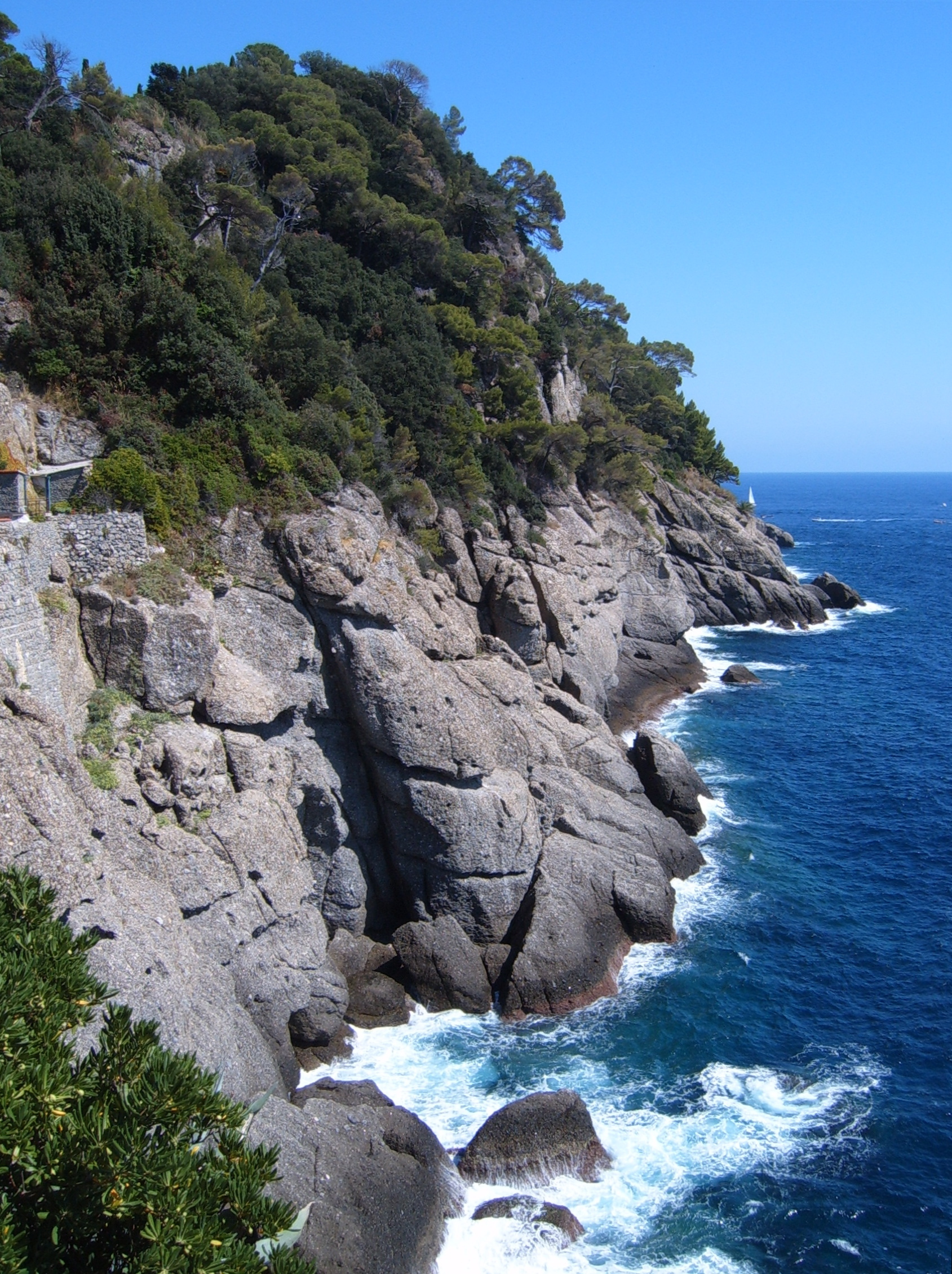
Blick von der Chiesa di San Giorgio auf das Ligurische Meer

### Straßenverkehr
Portofino liegt an der Provinzstraße 227, die das Fischerdorf mit Santa Margherita Ligure verbindet. Eine direkte Anbindung an die Autobahn besteht nicht. Die nächste Autobahnzufahrt befindet sich bei Rapallo zur A12. Portofino verfügt nur über wenige Parkmöglichkeiten, und die Zufahrt wird von der lokalen Polizei limitiert.

### Öffentlicher Verkehr
Von Rapallo und Santa Magherita gibt es Busverbindungen. Der Portofino am nächsten liegende Bahnhof ist der von Santa Margherita Ligure an der Bahnstrecke Pisa–La Spezia–Genua. Er liegt im Abschnitt Genua–La Spezia. Dort ist auch eine Bushaltestelle der Azienda Trasporti Provinciali, von der aus Busse nach Portofino abfahren.

### Schifffahrt

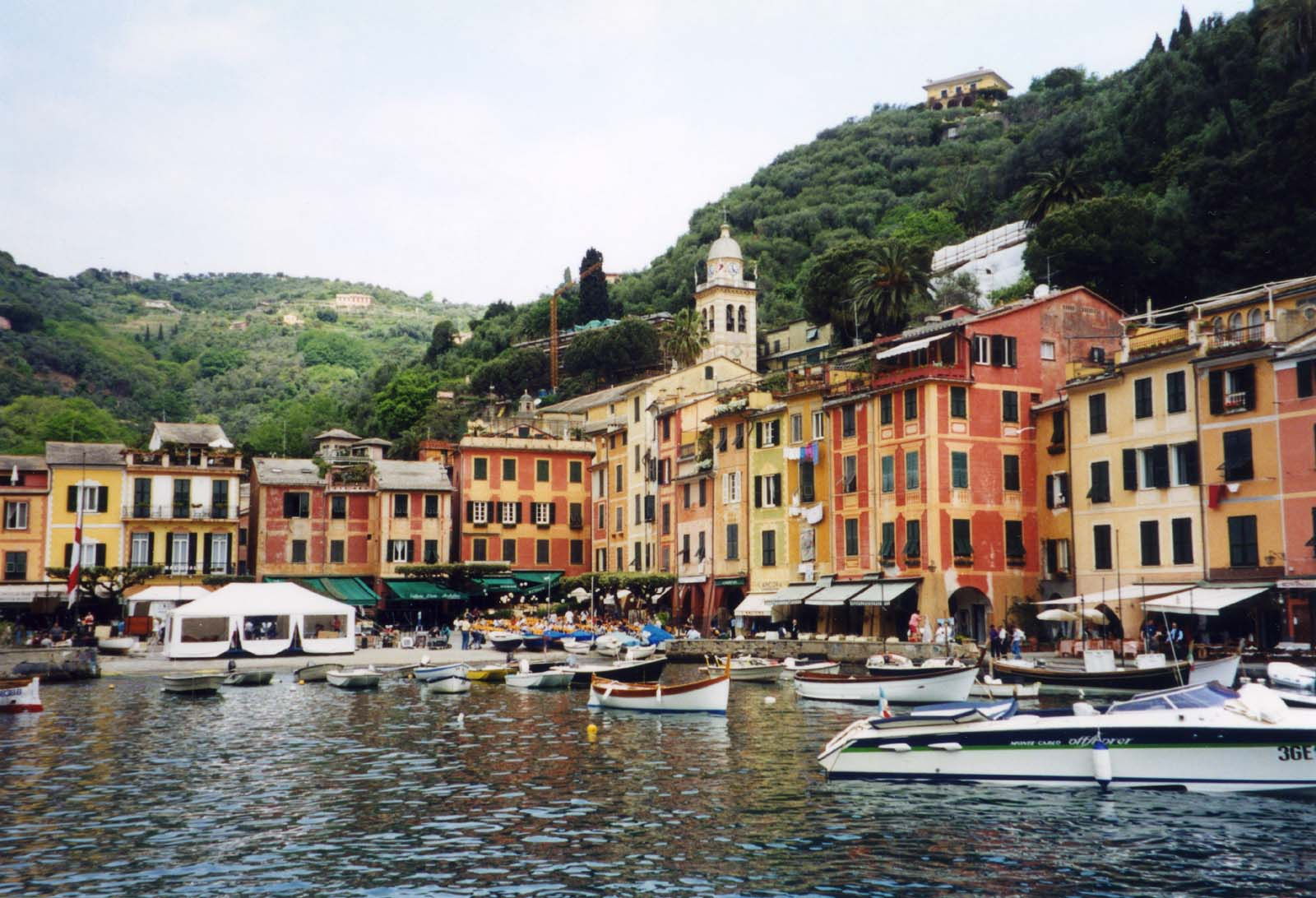
Der Hafen von Portofino

Von Rapallo legt ein Schiff mit einem Zwischenstopp in Santa Margherita Ligure ab. Weitere Seeverbindungen bestehen von Camogli und San Fruttuoso aus.

## Kultur und Sehenswürdigkeiten

### Sakralbauten

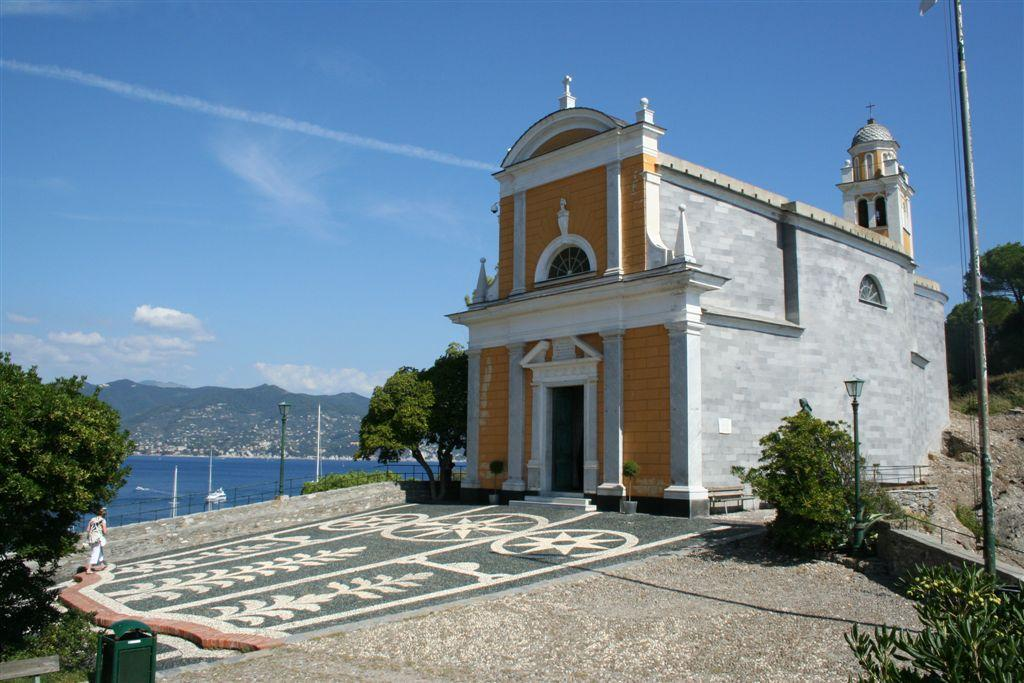
Die Chiesa di San Giorgio

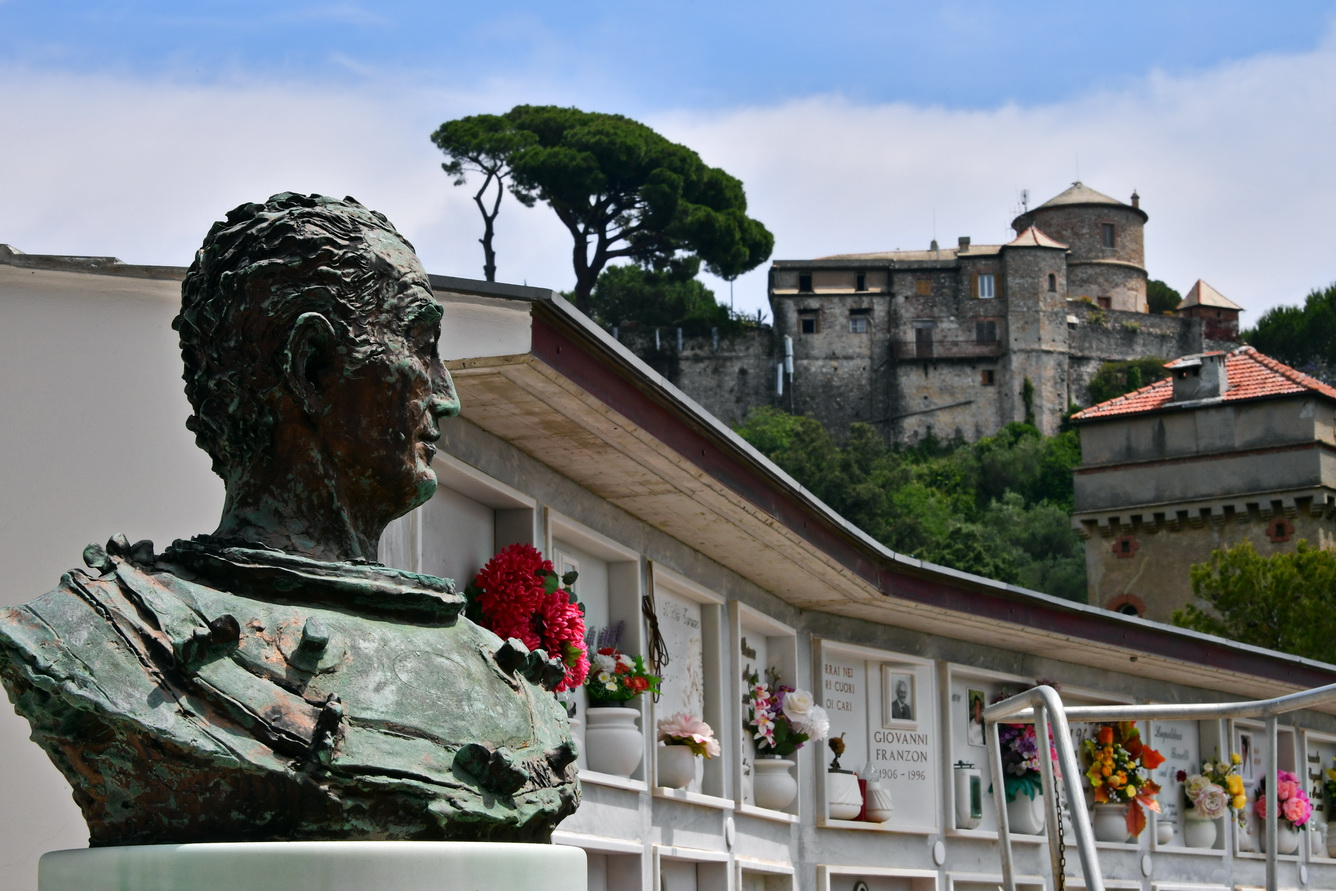
Der Friedhof

Die romanische Chiesa di San Giorgio aus dem 12. Jahrhundert wurde nach ihrer kompletten Zerstörung im Zweiten Weltkrieg 1950 rekonstruiert. In der Kirche werden die Reliquien von Sankt Georg aufbewahrt. Im historischen Teil von Portofino steht die Chiesa di San Martino. Sie wurde wahrscheinlich im 12. Jahrhundert errichtet und ist ebenfalls in romanischem Stil gehalten. Sie ist dem Heiligen Martin von Tours geweiht.
Im Ort befindet sich außerdem das Oratorio di Nostra Signora dell’Assunta, das der Unbefleckten Empfängnis gewidmet wurde und Sitz einer Bruderschaft ist. Das Oratorium wurde im 14. Jahrhundert errichtet und im 15. Jahrhundert teilweise umstrukturiert. Dabei ging der ursprüngliche Charakter weitestgehend verloren. Das Hauptportal besteht aus Schiefer und stammt aus der Renaissance. Darüber befindet sich eine Lünette aus dem Jahre 1555, die in einem Flachrelief Maria mit Kind umgeben von den lokalen Glaubensbrüdern darstellt. Im Innenraum stehen zwei Prozessionskreuze, ein weißes und ein schwarzes, die 105 beziehungsweise 115 Kilogramm wiegen und auch heute noch zum Patronatsfest zur Prozession getragen werden.

### Festungsbauten
Oberhalb des Ortes steht das Castello Brown, früher auch Castello di San Giorgio genannt. Es wurde im 14. Jahrhundert errichtet, später zu einer Privatvilla umgebaut und dient heute als Museum der Gemeinde.

### Feste
In Portofino finden zahlreiche kulturelle Veranstaltungen statt, an denen bekannte Personen aus dem Bereich Kultur und Showgeschäft teilnehmen. Am 23. April findet das Patronatsfest für Sankt Georg statt.

### Literatur, Musik und Film

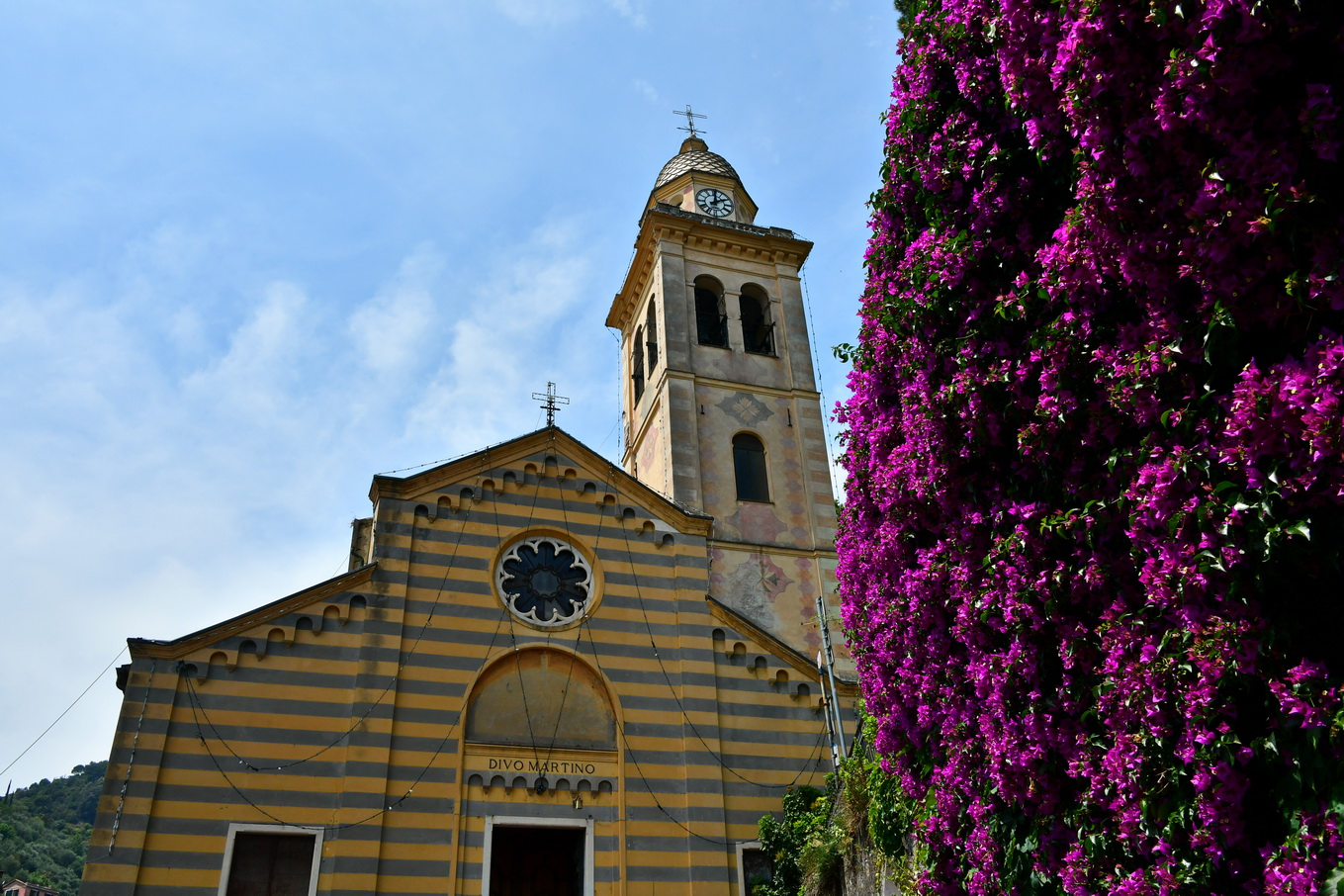
Chiesa di San Martino